# Archieparquía de Edesa en Osroena de los greco-melquitas

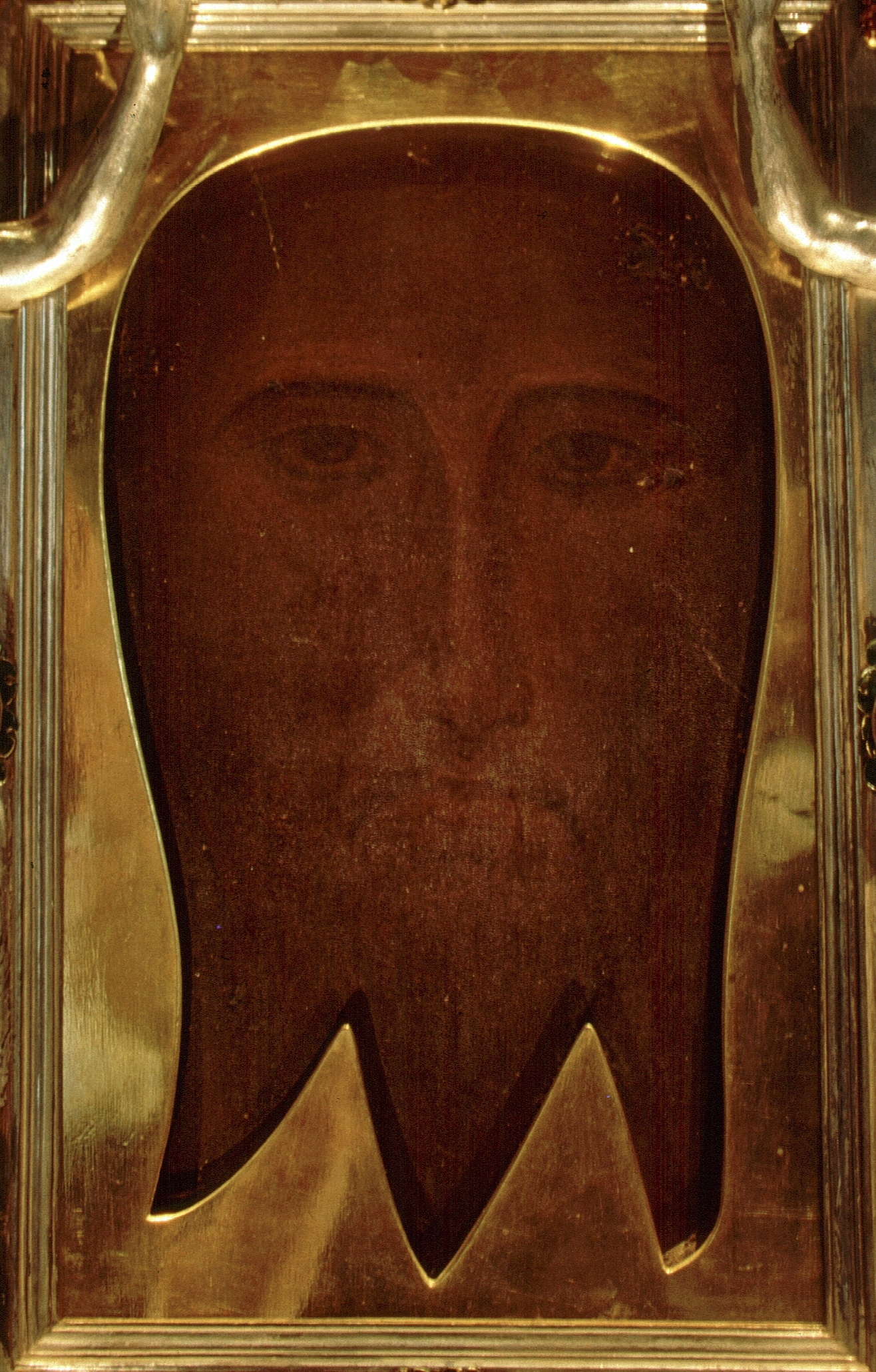
El mandylion de Roma o imagen de Edesa de Jesús.

La archieparquía titular de Edesa en Osroena de los greco-melquitas (en latín: Archieparchia Edessena in Osrhoëne Graecorum Melkitarum) es una archieparquía titular metropolitana de la Iglesia católica conferida a miembros de la Iglesia greco-melquita católica. Corresponde a una antigua arquidiócesis del patriarcado de Antioquía que existió hasta circa 600 y cuya sede estaba en la actual ciudad de Sanliurfa en Turquía. 

## Historia

### Leyendas
Según la Leyenda de Abgar, el rey Abgaro V de Edesa, afectado por una enfermedad incurable, al enterarse de las habilidades terapéuticas de Jesús, le habría escrito una carta pidiéndole el don de la curación. Jesús le habría respondido diciendo que, impedido de ir él mismo, enviaría a uno de sus discípulos. Después de la ascensión el discípulo Addai (Tadeo de Edesa, uno de los setenta discípulos mencionados en el Nuevo Testamento) habría ido a Edesa y habría curado al rey, quien, por gratitud, se habría convertido al cristianismo, con toda su corte. La Doctrina de Addai y los Hechos de Addai agregan que el apóstol habría predicado a judíos y paganos en toda la ciudad, destruyendo templos paganos y construyendo la primera iglesia cristiana. Antes de morir, nombraría a su discípulo Aggai como su sucesor al frente de la iglesia de Edesa, a quien sucedió Palout.
Estos textos legendarios pretenden atribuir el origen de la iglesia de Edesa a los apóstoles mismos. En realidad, el primer rey cristiano fue Abgar el Grande entre finales del siglo II y principios del III, un período en el que el obispo Palout puede ser ubicado históricamente.
Hay muchas leyendas relacionadas con la fundación del cristianismo en Edesa, incluida la del verdadero retrato de Jesús (Mandylion), que el enviado de Abgar V habría llevado de vuelta a casa, que terminó en Constantinopla en el siglo X y que eventualmente llegaría en Roma. Otra leyenda cuenta que el emperador Alejandro Severo, después de su victoria sobre los persas, le habría pedido al rey de la India el cuerpo del apóstol Tomás, quien fue colocado en una caja de plata en una iglesia de la ciudad. 

### El origen de la comunidad cristiana
Más allá de estos textos legendarios, no hay documentación histórica sobre el origen de la comunidad cristiana en Edesa y en Osroene. Ciertamente, el cristianismo, como en todas partes del Imperio romano, se extendió dentro de la comunidad judía, una comunidad muy viva desde el punto de vista cultural: de hecho, es el trabajo del judaísmo y, a mediados del siglo II, la composición de la versión en siríaco del Antiguo Testamento, la Peshitta.
Eusebio de Cesarea, en su historia, habla por primera vez de Edesa con motivo de un concilio de Osroene, celebrado en la ciudad en 197, para discutir la cuestión de la fecha de la Pascua. De su texto parece que las diversas comunidades cristianas ya estaban gobernadas por aquellos responsables que, aunque no llevaban el nombre, ejercían las mismas funciones que los obispos.
La vitalidad cultural de Edesa pronto se manifiesta también en la comunidad cristiana, donde, entre fines del siglo II y principios del III, se extendieron algunas sectas gnósticas, como la de los marcionistas y los valentinianos. Alrededor de 180 Taciano, gnóstico encratita, marca el Diatessaron, que tiene amplia difusión en Edesa hasta el siglo V. Originario de Edesa es Bardaisan († alrededor de 222), autor de un Diálogo sobre el destino y de varios himnos y poemas en siríaco, apreciados por sus conciudadanos contemporáneos, pero que más tarde, aproximadamente en el siglo V, fueron contados entre los herejes. Es considerado entre los padres de la literatura siríaca.
Con el comienzo del siglo III, la comunidad cristiana se desarrolló aún más, gracias a la conversión del rey Abgar IX y su corte y el obispo Palout recibió la consagración de manos del patriarca Antioquía Serapión, un evento que une la Iglesia de Edesa con Antioquía y la Iglesia bizantina.
En 249 el reino de Edesa fue anexado definitivamente al Imperio romano por Filipo el Árabe (244-249). A partir de ese momento su territorio se convirtió en una frontera de conflicto entre romanos y persas, hasta la conquista árabe del siglo VII. Para la comunidad cristiana es el comienzo de la era de las persecuciones, ordenada por los emperadores, particularmente Decio y Diocleciano. Pero también la era de los mártires y los santos, de la cual es rico el Vetus Martyrologium Romanum, entre ellos están Sharbil, el obispo Barsamya, Gouria, Shamouna y Habib.

### Fundación de la Iglesia de Edesa
Después del Edicto de Milán en 313, comenzó un feliz período de organización eclesiástica para la Iglesia de Edesa. La Crónica del Edesa menciona a 9 obispos de Edesa del siglo IV: Conon construyó la catedral; Saades está presente en el Concilio de Nicea I en 325 y al firmar sus actos afirma la ortodoxia de su Iglesia y de toda Mesopotamia, de la cual es reconocido como metropolitano. En 346 Abraham construyó la iglesia en memoria de los confesores edesanos de la fe. En el Concilio de Constantinopla I de 381 Eulogio es recordado como metropolitano de Osroene y en la época del obispo Ciro, las reliquias del apóstol Tomás fueron llevadas solemnemente a la ciudad (394).
Con la caída definitiva de Nísibis en manos persas (363), Edesa ve la llegada de una gran cantidad de cristianos de esa ciudad, que huían de las persecuciones de Sapor II. Entre ellos también san Efrén, que murió en Edesa el 9 de junio de 373. Quizás la fundación de la Escuela de Edesa (también llamada la escuela persa) se remonta a esa época, conocida en todo el Oriente. En este mismo período, la comunidad cristiana se dividió entre los ortodoxos y los arrianos y el obispo Barses, quien se vio obligado a exiliarse y murió en marzo de 378.
Desde 214 Edesa fue la capital de la provincia romana de Osroena en la diócesis civil de Oriente y en el patriarcado de Antioquía.
Según la única Notitia Episcopatuum del patriarcado de Antioquía que se conoce, la Notitia Antiochena que data de la segunda mitad del siglo VI y fue elaborada por el patriarca Anastasio de Antioquía (quien gobernó el patriarcado dos veces entre 559 y 570 y entre 593 y 598), Edesa tenía once diócesis sufragáneas: Birta (hoy Birecik), Constantina (hoy Viranşehir), Carras (hoy Harrán), Marcópolis (ruinas no identificadas cerca de Sinyar), Batne (hoy Suruç), Tell-Mahrê (ruinas cerca del arroyo Balik), Emeria (ruinas no identificadas), Circesio (hoy Al-Busayrah), Calinico (hoy Al Raqa), Dausara (hoy Qal'at Ja'bar), Nea Valencia (no identificada).  El Anuario Pontificio también agrega la diócesis de Mardin.

### Disputas teológicas
Según su biografía, se debe al obispo Rábula de Edesa, en la primera mitad del siglo V, la erradicación definitiva de las herejías arriana y gnósticas en su Iglesia. Fue él quien prescribió la prohibición del Diatessaron de Taciano. Sobre todo, Rábula se mostró entre los adversarios más autorizados de la herejía nestoriana naciente, apoyó abiertamente a Cirilo de Alejandría en la condena del nestorianismo en el Concilio de Éfeso en 431, llamó a un sínodo de los obispos de Osroene donde se condenó la herejía, se quemaron los libros de Teodoro de Mopsuestia, y se expulsó de la escuela de Edesa y de la ciudad a todos los partidarios de Nestorio.
Sin embargo, los esfuerzos de Rábula fueron frustrados por su sucesor, Ibas, miembro de la escuela de Edesa y autor de la traducción siríaca de los escritos de Teodoro de Mopsuestia. Con Ibas el nestorianismo tuvo su hogar en Edesa y gracias a él se difundieron las concepciones teológicas de Nestorio en la cercana iglesia persa. La escuela de Edesa se convirtió en un centro de difusión del nestorianismo hasta el punto de que el obispo Ciro II, sucesor de Ibas, se vio obligado a cerrarlo y expulsar a todos sus seguidores en 489, quienes se refugiaron en Nísibis, la ciudad de Alta Mesopotamia bajo el dominio persa.
Con el comienzo del siglo VI, Edesa participó en la nueva herejía monofisita, condenada por el Concilio de Calcedonia en 451, pero que se extendió en Egipto y en el patriarcado de Antioquía. El obispo Pablo, su firme defensor, se vio obligado a exiliarse en 522. Sin embargo, el padre del monofisismo sirio fue el obispo Jacobo Baradeo, quien sucedió a Addai en 541, mientras la ciudad estaba bajo el asedio del ejército persa de Cosroe I. Con Jacobo la Mesopotamia finalmente fue conquistada por el partido monofisita, a pesar de cierta resistencia débil del partido ortodoxo. Así, en Edesa, todavía encontramos algunos obispos ortodoxos: Amazonio, que asistió al concilio ecuménico de 553; Tomás, que habría consagrado al patriarca de Antioquía Pablo; y tal vez Teodoro.

### La conquista árabe
En 609 Edesa fue conquistada por primera vez por los persas de Cosroe II, que deportaron a muchos cristianos jacobitas a Persia e impusieron un obispo nestoriano (única Iglesia reconocida en el Imperio persa). La ciudad más tarde fue tomada por el emperador Heraclio II (627-628), pero por un corto tiempo. En 639 Edesa cayó en manos de los árabes musulmanes.
Con la ventaja de la Iglesia jacobita, Edesa ya no tenía obispos ortodoxos, ni siquiera en el corto período de restauración de Heraclio, que no le impuso ningún obispo de la fe calcedonia. 

### Edesa período cruzado
En la era de las Cruzadas, en 1098 Edesa se convirtió en un feudo occidental, con el nombre de Condado de Edesa. Se restauró la arquidiócesis pero de rito latino, que duró unos 40 años, hasta que la ciudad cayó en manos islámicas en 1144.

### Sede titular
Una sede titular católica es una diócesis que ha cesado de tener un territorio definido bajo el gobierno de un obispo y que hoy existe únicamente en su título. Continúa siendo asignada a un obispo, quien no es un obispo diocesano ordinario, pues no tiene ninguna jurisdicción sobre el territorio de la diócesis, sino que es un oficial de la Santa Sede, un obispo auxiliar, o la cabeza de una jurisdicción que es equivalente a una diócesis bajo el derecho canónico.
La archieparquía titular de Edesa en Osroena de los greco-melquitas fue conferida por primera vez por la Santa Sede el 10 de septiembre de 1716 al obispo Gereteo (Juan) Stay, O.S.B.M..
Existen además la archieparquía titular de Edesa en Osroena de los sirios y la arquidiócesis titular latina.

## Cronología de los obispos

### Obispos de la sede residencial
- Addai †
- Maris (o Agis o Aggai) †
- Istaspe † (mencionado en 179)
- Palout † (inicio del siglo III)
- San Barsimeo (Barsamya) † (circa 250)
- Conone † (principios de 289-circa 313)
- Saades † (circa 313-324)
- Aitahalla (o Etolio) † (324-después de 341)
- San Abraham † (346-361 falleció)
- San Barses † (361-marzo de 378 falleció)
- San Eulogio † (379-23 de abril de 386 falleció)
- Ciro I † (387-22 de julio de 396 falleció)
- Silvano † (fines de 396 o inicio de 397-17 de octubre de 398 falleció)
- Facidas (Pequida) † (23 de noviembre de 398-agosto de 409 falleció)
- Diógenes † (409-agosto de 411 falleció)
- Rabbula † (412-8 de julio o 8 de agosto de 435 falleció)
- Ibas † (436-449 depuesto)
- San Nonno † (449-451 nombrado arzobispo de Eliópoli)
- Ibas † (451-28 de octubre de 457 falleció) (por segunda vez)
- San Nonno † (457-471 falleció) (por segunda vez)
- Ciro II † (circa 472-6 de junio de 498 falleció)
- Pedro † (12 de julio de 498-10 de abril de 510 falleció)
- Pablo † (510-2 de julio de 522 exiliado)
- Asclepio † (23 de octubre de 522-27 de junio de 525 falleció)
- Pablo † (8 de marzo de 526-3 de octubre de 526 falleció) (por segunda vez)
- Andrés † (7 de febrero de 527-6 de diciembre de 532 falleció)
- Addai † (28 de agosto de 533-541 falleció)
- Amazonio † (mencionado en 553)
- Tomás †
- Teodoro † (circa 570-600)[5]

### Obispos de la sede titular
- Gereteo (Juan) Stay, O.S.B.M. † (10 de septiembre de 1716-?)
- Néophytos Edelby, B.A. † (24 de diciembre de 1961-6 de marzo de 1968 nombrado archieparca de Alepo)
- Boutros Raï, B.A. † (9 de septiembre de 1968-27 de febrero de 1988 nombrado eparca de Nuestra Señora del Paraíso en México)
- Salim Ghazal, B.S. † (22 de junio de 2001-29 de abril de 2011 falleció)[6][7]